# Campeonato de División Intermedia 1918 (Argentina)
El Campeonato de División Intermedia 1918 fue el torneo que constituyó la vigésima temporada de la segunda división de Argentina, en la era amateur.
Los nuevos integrantes del torneo fueron Banfield y Gimnasia y Esgrima, descendidos de la Primera División, Victoria, Piñeyro, Sp. Palermo y Almagro.
El torneo coronó campeón por primera vez a Eureka, que ascendió por primera y única vez en su historia a Primera División, tras vencer por 2 a 1 en la final a Almagro.

## Ascensos y descensos
| Pos. | Ascendidos a Primera División 1918 |
| ---- | ---------------------------------- |
| 1.°  | Defensores de Belgrano             |

| Pos. | Ascendidos de Segunda División 1917 |
| ---- | ----------------------------------- |
| 1.°  | Sp. Palermo                         |
| ZO   | Almagro                             |
| ZN   | Victoria                            |
| ZS   | Piñeyro                             |

| Pos. | Descendidos de Primera División 1917 |
| ---- | ------------------------------------ |
| 20.° | Gimnasia y Esgrima                   |
| 21.° | Banfield                             |

| Pos.         | Descendidos de División Intermedia 1917 |
| ------------ | --------------------------------------- |
| 9.°          | Liberal Argentino                       |
| 10.°         | Honor y Patria                          |
| 11.°         | Chacabuco                               |
| 11.°         | Belgrano                                |
| Desafiliados |                                         |
| Alumni       |                                         |

El número de equipos no se modificó.

## Equipos
| Equipo               | Ciudad (Provincia) |
| -------------------- | ------------------ |
| All Boys             | Buenos Aires       |
| Almagro              | Buenos Aires       |
| Argentinos Juniors   | Buenos Aires       |
| Barracas Central     | Buenos Aires       |
| Banfield             | Banfield           |
| Burzaco              | Burzaco            |
| Eureka               | Avellaneda         |
| Germinal             | Caseros            |
| General Belgrano     | La Plata           |
| Gimnasia y Esgrima   | Buenos Aires       |
| Lanús                | Lanús Oeste        |
| Palermo              | Buenos Aires       |
| Sp. Palermo          | Buenos Aires       |
| Piñeyro              | Avellaneda         |
| Progresista          | Gerli              |
| Quilmes              | Quilmes            |
| San Telmo            | Buenos Aires       |
| Sp. Buenos Aires     | Buenos Aires       |
| Sportivo del Norte   | Buenos Aires       |
| Unión Excursionistas | Buenos Aires       |
| Vélez Sarsfield      | Buenos Aires       |
| Victoria             | Tigre              |

## Sistema de disputa
El campeonato se dividió en dos zonas de 11 equipos cada una, el ganador de cada zona se enfrentó en un único partido en cancha neutral para definir al campeón. Cada zona se disputó con el sistema de todos contra todos a dos ruedas, que dando un equipo libre por fecha (cada equipo quedó dos veces libre).

## Zona 1

### Tabla de posiciones final
| Pos. | Equipo                | Pts. | PJ | PG | PE | PP | GF | GC | Dif. |
| ---- | --------------------- | ---- | -- | -- | -- | -- | -- | -- | ---- |
| 1.º  | Eureka                | 30   | 20 | 14 | 2  | 4  | 38 | 19 | 19   |
| 2.º  | Vélez Sarsfield       | 27   | 20 | 10 | 7  | 3  | 39 | 10 | 29   |
| 3.º  | Palermo               | 25   | 20 | 10 | 5  | 5  | 25 | 17 | 8    |
| 4.º  | Barracas Central      | 24   | 20 | 8  | 8  | 4  | 29 | 11 | 18   |
| 5.º  | Banfield              | 23   | 20 | 8  | 5  | 7  | 43 | 17 | 26   |
| 6.º  | All Boys              | 22   | 20 | 7  | 8  | 5  | 32 | 33 | −1   |
| 7.º  | Lanús                 | 22   | 20 | 10 | 2  | 8  | 27 | 12 | 15   |
| 8.º  | Sportivo Buenos Aires | 17   | 20 | 7  | 3  | 10 | 22 | 27 | −5   |
| 9.º  | Progresista           | 14   | 20 | 4  | 6  | 10 | 30 | 19 | 11   |
| 10.º | Victoria              | 9    | 20 | 4  | 3  | 13 | 30 | 19 | 11   |
| 11.º | Argentinos Juniors    | 7    | 20 | 1  | 5  | 14 | 20 | 22 | −2   |

|  | Accede a la final por el ascenso. |

## Zona 2

### Tabla de posiciones final
| Pos. | Equipo               | Pts. | PJ | PG | PE | PP | GF | GC | Dif. |
| ---- | -------------------- | ---- | -- | -- | -- | -- | -- | -- | ---- |
| 1.º  | Almagro              | 29   | 20 | 12 | 5  | 3  | 19 | 26 | −7   |
| 2.º  | Gimnasia y Esgrima   | 27   | 20 | 11 | 5  | 4  | 8  | 57 | −49  |
| 3.º  | Quilmes              | 26   | 20 | 11 | 4  | 5  | 30 | 15 | 15   |
| 4.º  | San Telmo            | 21   | 20 | 7  | 7  | 6  | 22 | 19 | 3    |
| 5.º  | Sportivo Palermo     | 21   | 20 | 8  | 5  | 7  | 25 | 17 | 8    |
| 6.º  | Sportivo del Norte   | 20   | 20 | 8  | 4  | 8  | 28 | 24 | 4    |
| 7.º  | Germinal             | 18   | 20 | 6  | 6  | 8  | 21 | 39 | −18  |
| 8.º  | Unión Excursionistas | 17   | 20 | 7  | 3  | 10 | 16 | 30 | −14  |
| 9.º  | Piñeyro              | 16   | 20 | 6  | 4  | 10 | 8  | 58 | −50  |
| 10.º | General Belgrano     | 15   | 20 | 5  | 5  | 10 | 21 | 23 | −2   |
| 11.º | Burzaco              | 8    | 20 | 3  | 4  | 13 | 16 | 25 | −9   |

|  | Accede a la final por el ascenso. |

## Final
| Zona 1 | Resultado | Zona 2  |
| ------ | --------- | ------- |
| Eureka | 2 - 1     | Almagro |

|  | Eureka se consagró campeón y ascendió a División Intermedia. |

### Resultados

#### Primer partido
| 8 de diciembre de 1918 | Almagro | 1:1     | Eureka | Campo de Gimnasia y Esgrima, Buenos Aires |  |
|                        |         | Reporte |        |                                           |  |

#### Segundo partido
| 15 de diciembre de 1918                                                  | Eureka | vs.     | Almagro | Campo de Gimnasia y Esgrima, Buenos Aires |  |
|                                                                          |        | Reporte |         |                                           |  |
| Suspendido por mal estado del campo de juego debido a recientes lluvias. |        |         |         |                                           |  |

| 22 de diciembre de 1918 | Eureka                          | 2:1 (1:1) | Almagro     | Campo de Racing, Avellaneda |  |
|                         | A. Larmeu 10' · F. Galíndez 81' | Reporte   | 37' C. Adet |                             |  |

| 1          | POR        | A. Moretto   |  |
| 2          | DEF        | A. Brameri   |  |
| 3          | DEF        | H. Nicolini  |  |
| 4          | MED        | F. Filippini |  |
| 5          | MED        | F. Piri      |  |
| 6          | MED        | E. Scofani   |  |
| 7          | DEL        | F. Bienatti  |  |
| 8          | DEL        | F. Galíndez  |  |
| 9          | DEL        | J. Tubio     |  |
| 10         | DEL        | A. Larmeu    |  |
| 11         | DEL        | J. Danesi    |  |
| Entrenador | Entrenador | ?            |  |

| 1          | POR        | E. Cappeletti  |  |
| 2          | DEF        | E. Vieiro      |  |
| 3          | DEF        | C. Benzi       |  |
| 4          | MED        | C. Jaureguizar |  |
| 5          | MED        | J. Cappeletti  |  |
| 6          | MED        | A. Cappeletti  |  |
| 7          | DEL        | J. Rubbo       |  |
| 8          | DEL        | A. Rodríguez   |  |
| 9          | DEL        | J. Del Giudice |  |
| 10         | DEL        | C. Adet        |  |
| 11         | DEL        | J. Adet        |  |
| Entrenador | Entrenador | ?              |  |

|  | 10' | A. Larmeu   | 1-0 |
|  | 37' | C. Adet     | 1-1 |
|  | 81' | F. Galíndez | 2-1 |

| Árbitro | Germán Guassoni |

| 1          | POR        | A. Moretto   |  |
| 2          | DEF        | A. Brameri   |  |
| 3          | DEF        | H. Nicolini  |  |
| 4          | MED        | F. Filippini |  |
| 5          | MED        | F. Piri      |  |
| 6          | MED        | E. Scofani   |  |
| 7          | DEL        | F. Bienatti  |  |
| 8          | DEL        | F. Galíndez  |  |
| 9          | DEL        | J. Tubio     |  |
| 10         | DEL        | A. Larmeu    |  |
| 11         | DEL        | J. Danesi    |  |
| Entrenador | Entrenador | ?            |  |

| 1          | POR        | E. Cappeletti  |  |
| 2          | DEF        | E. Vieiro      |  |
| 3          | DEF        | C. Benzi       |  |
| 4          | MED        | C. Jaureguizar |  |
| 5          | MED        | J. Cappeletti  |  |
| 6          | MED        | A. Cappeletti  |  |
| 7          | DEL        | J. Rubbo       |  |
| 8          | DEL        | A. Rodríguez   |  |
| 9          | DEL        | J. Del Giudice |  |
| 10         | DEL        | C. Adet        |  |
| 11         | DEL        | J. Adet        |  |
| Entrenador | Entrenador | ?              |  |

|  | 10' | A. Larmeu   | 1-0 |
|  | 37' | C. Adet     | 1-1 |
|  | 81' | F. Galíndez | 2-1 |

| Árbitro | Germán Guassoni |

|                            |
|                            |
| Campeón Eureka 1.er título |

## Copa Campeonato
La Copa Campeonato de División Intermedia fue disputada por el ganador del Campeonato de División Intermedia y por el ganador del Torneo de Reservas de la Primera División.
|  | Eureka | vs. | Boca Juniors (II) |  |  |

|                            |
|                            |
| Campeón Eureka 1.er título |